# Šest volkov
Šest volkov je slovenska ljudska pravljica, objavljena pa je zbirki Slovenske ljudske pravljice, ki je izšla leta 1989 v založbi Mladinska knjiga. Vse pravljice v knjigi je zbral in uredil Alojzij Bolhar. Že iz naslova zvemo, da v pravljici nastopa 6 volkov, le ti so tudi glavne književne osebe. V zgodbi nastopajo še: mati, oče, sestra, ribič, ribičeva soseda in drugi. Nihče ni imenovan poimensko, kar je tudi ena izmed značilnosti pravljice.

## Vsebina
Oče in mati sta imela šest sinov. Oče je hodil mlatit žito in vsak teden je domov prinesel moko, iz katere je mati spekla kruh. Ko je nekoč mesila kruh, so otroci jemali testo in ga jedli. Rekla jim je, da so požrešni kot volkovi. Takrat so se vsi spremenili v volkove in odšli v gozd. Kmalu zatem je mati rodila hčer. Očeta je vprašala, zakaj mati vedno joče, ko ji reže kruh, ji je povedal vso zgodbo. Sklenila je rešiti svoje brate. Odpravila se je v gozd in ob vodi je zagledala 6 volkov, ki so slekli svoje kože in šli plavat. Vzela je najmanjšo kožo in sedla nanjo. Ko brat ni našel svoje kože, je prišel do nje in ona mu je povedala, da je njihova sestra in jih hoče rešiti prekletstva. Brat ji pove, da mora 6 let molčati. Nato odide. Sestra zaspi ob reki, kjer jo najde mlad ribič. Odpelje jo k sebi domov in jo vzame za ženo. Ribičeva soseda pa je deklico sovražila, saj je hotela ribiča omožiti s svojo hčerjo. Ko je deklica rodila otroka, ji ga je ukradla in vrgla v vodo. Tako je naredila s šestimi otroki. Soseda je začela razglašati, da je ribičeva žena čarovnica. Zato jo je grof obsodil na grmado. Preden so grmado podžgali, pa je prišlo iz vode 6 mladeničev s 6 otroki v naročju. To so bili bratje - volkovi, ki so bili zdaj odčarani, saj je minilo 6 let. Hudobno sosedo so vrgli na grmado, bratje in sestra pa so šli poiskat očeta in mater.

## Analiza
- Pripovedovalec: tretjeosebni oziroma vsevedni
- Glavne književni liki: šest volkov
- Stranski književni liki: mati, oče, sestra, ribič, ribičeva soseda, grof, grajski hlapec, šest sestrinih otrok
- Književni prostor: neznan (hiša, gozd, manjša vasica)
- Književni čas: neznan
- Okrasni pridevki: mlad ribič, strašnih grozodejstev, belo moko, strašno prestrašila
- Stopnjevanje: Ta je rasla, rasla in postajala razumna.

## Liki
Glavni lik v pravljici predstavlja šest volkov. Na začetku in koncu pravljice imajo človeško podobo. Kljub temu da so kot otroci nagajivi, so pozitiven lik, saj predstavlajo skromnost, poštenost  in dobroto. Nikoli se niso imeli namena maščevati materi za gorje ki jim ga je povzročila in čeprav  veljajo volkovi za nevarna bitja so bili ves čas na strani dobrega. Na koncu se tudi oddolžijo sestrici saj jo rešijo smrti in ji vrnejo vseh njenih šest otrok za katere so vsi mislili da so mrtvi.
Stranski liki
Mati in oče predstavljata stara in skromna človeka, ki imata nadvse rada svoje otroke. Mati se čuti zelo odgovorno za to,da so se njeni sinovi spremenili v volkove. Zato pogosto joče in vse dokler se sinovi ne vrnejo, jo močno peče vest. Oče ji vedno stoji ob strani in jo tolaži, je zelo razumen in delaven.
Sestra ima še največ zaslug za srečen konec v pravljici. Čeprav bratov sploh ni poznala se odloči da jih bo rešila pa naj stane kar hoče. Zaradi njih se odpravi v nevarni svet in kasneje tudi molči dolgih šest let, čeprav jo zlobna soseda obtoži uboja njenih lastnih otrok. V vsem tem se kaže njena nesebična narava.
Ribič je prav tako pozitivna oseba, ki kljub temu da žena z njim šest let ne spregovori niti besede verjame v njeno nedolžnost in ne podleže zlobnim govoricam. Ima močno vero v svojo ženo.
Ribičeva soseda predstavlja edino negativno osebo v pravljici. Ker se ribič ni poročil z njeno hčerko, kot je načrtovala, se je trudila narediti vse da bi ribičevo ženo očrnila pred njim. Je zelo kruta oseba saj zavoljo svojih interesov vseh šest ribičevih otrok vrže v vodo. Na koncu je za vse kaznovana saj jo sežgejo na grmadi.

## Interpretacija dela
Pravljica Šest volkov ima malo krajov dogajanja: hiša v kateri so živeli glavni junaki, gozd, ki jim je bil dom, ko so postali volkovi in vasica kjer je živel ribič in kasneje tudi njihova sestra. Opazimo pa, da se zgodba začne in konča na istem kraju-v domači hiši. Na začetku, ko mati nenamerno spremeni svoje sinove v volkove in na koncu, ko se le ti s sestro srečno vrnejo domov. V dogajanju pravljice opazimo veliko simboličnih poti, ki ji opravljajo junaki-v mlin, v gozd, do bistre vode, na svoj dom in spet domov. Razvidnih je tudi nekaj funkcij, ki izražajo dejanje, na primer, ko sestra sprašuje zakaj mati vsakič ko reže kruh joče, prepoved govorjenja za sestro, saj je le tako lahko rešila svoje brate,...V zgodbi opazimo tudi objekt in subjekt. Objekt je sestra, ki se bori proti subjektu, proti slabemu, proti uroku, ki leži nad njenimi brati. Vse slabo hoče spremniti, ter zato krši nenapisnano pravilo, ki je tiste čase veljalo za ženske, ter odide od doma. Ta pravljica je nekoliko drugača od ostalih, saj dejansko dovoli ženski, da je ona junakinja, ona rešuje moške. Vendar pa se na koncu seveda vse obrne, glavni heroji postanejo moški, saj so oni rešitelji za svojo sestro in njene otroke.
Propp je osebe v pravljicah tudi strukturiral v 7 tipov. Le -te je mogoče najti tudi v pravljici Šest volkov:
- Podlež: predstavlja ga soseda, saj se trudi uničiti srečo ribiču in je zavoljo tega pripravljena tudi moriti
- Darovalec: ta oseba je sestra, saj se je pripravljena žrtvovati za svoje brate neglede na ceno, ki jo bo morala plačati
- Pomočnik: je ribič saj pomaga svoji ženi in ji slepo zaupa, čeprav je osebnostno sploh ne pozna
- Vrednota: v pravljici pradstavlja vrednoto ljubezen do bratov in želja da jih reši
- Pošiljatelj: predstavlja ga oče, saj razsodi, da je hčerka dovolj stara da izve resnico o bratih in zato se jih odpravi iskati
- Junak: so bratje saj na koncu pred gotovo smrtjo rešijo sestro in njene otroke
- Lažni junak: pa je mati, saj je neposredno prav ona kriva za vse, njene napake pa mora reševati hčerka. Sama se ne odpravi iskat sinov vendar je prijazna,skromna,dobra

## Izdaje
- Slovenske pravljice, Mladinska knjiga, zbral in uredil Fran Nedeljko, 1965
- Slovenske pravljice, Mladinska knjiga, zbral in uredil Fran Nedlejko, 1980
- Slovenske narodne pravljice, Mladinska knjiga, zapisal Alojzij Bolhar, 1978
- Slovenske narodne pravljice, Mladinska knjiga, zapisal Fran Nedeljko, 1989
- Slovenske narodne pravljice, Mladinska knjiga, zbral in uredil Alojzij Bolhar, 1989
- Slovenske narodne pravljice, Mladinska knjiga, zbral in uredil Alojzij Bolhar, 1959